# Rueda Ferris
La rueda de Ferris (en España noria de Ferris), o vuelta al mundo de Ferris a veces denominada "la vuelta al mundo de Chicago", fue el punto de atracción de la exposición mundial colombina de 1893 en Chicago, Illinois, Estados Unidos.
Se diseñó con la intención de rivalizar con los 324 m de alto de la torre Eiffel que había marcado a la  Exposición de París en 1889, la rueda de Ferris con sus 80 m de alto fue la principal atracción de la  Columbian Exposition.
En 1895 la rueda de Ferris fue desarmada y reconstruida en Lincoln Park en Chicago y luego fue nuevamente desarmada y reconstruida una tercera vez para la Feria Mundial de 1904 en San Luis (Misuri). Finalmente en 1906 fue demolida.

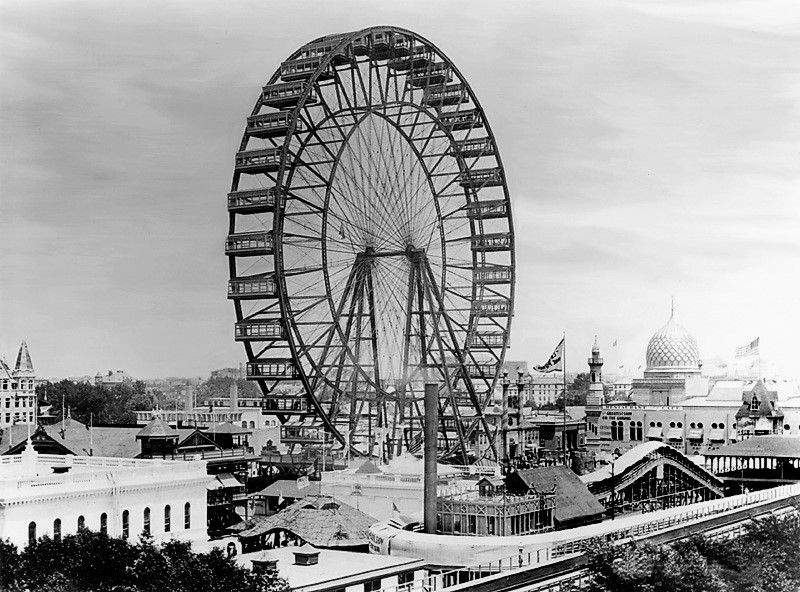
La rueda de Ferris original en Chicago, 1893.

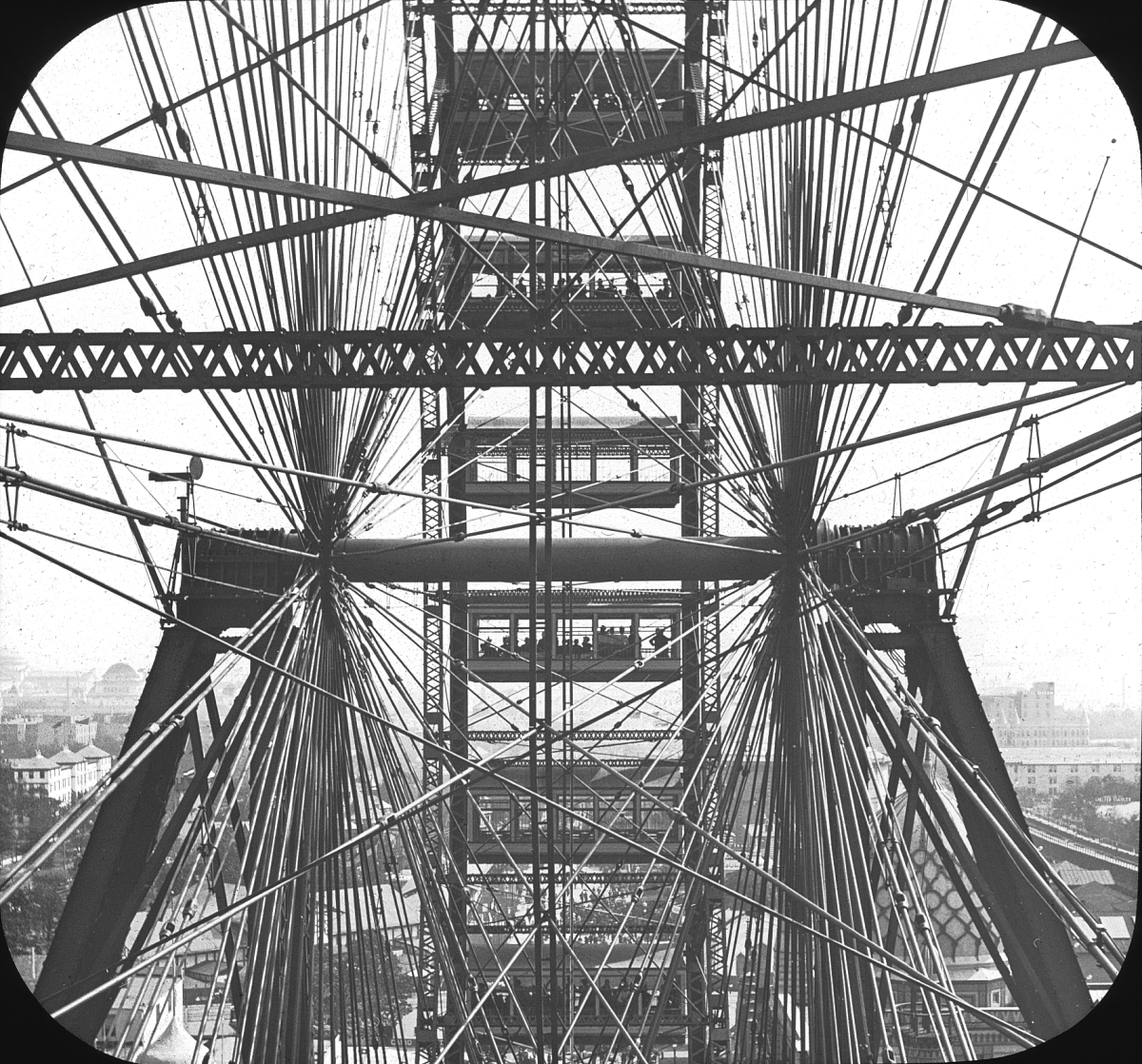
Vista a través de la rueda

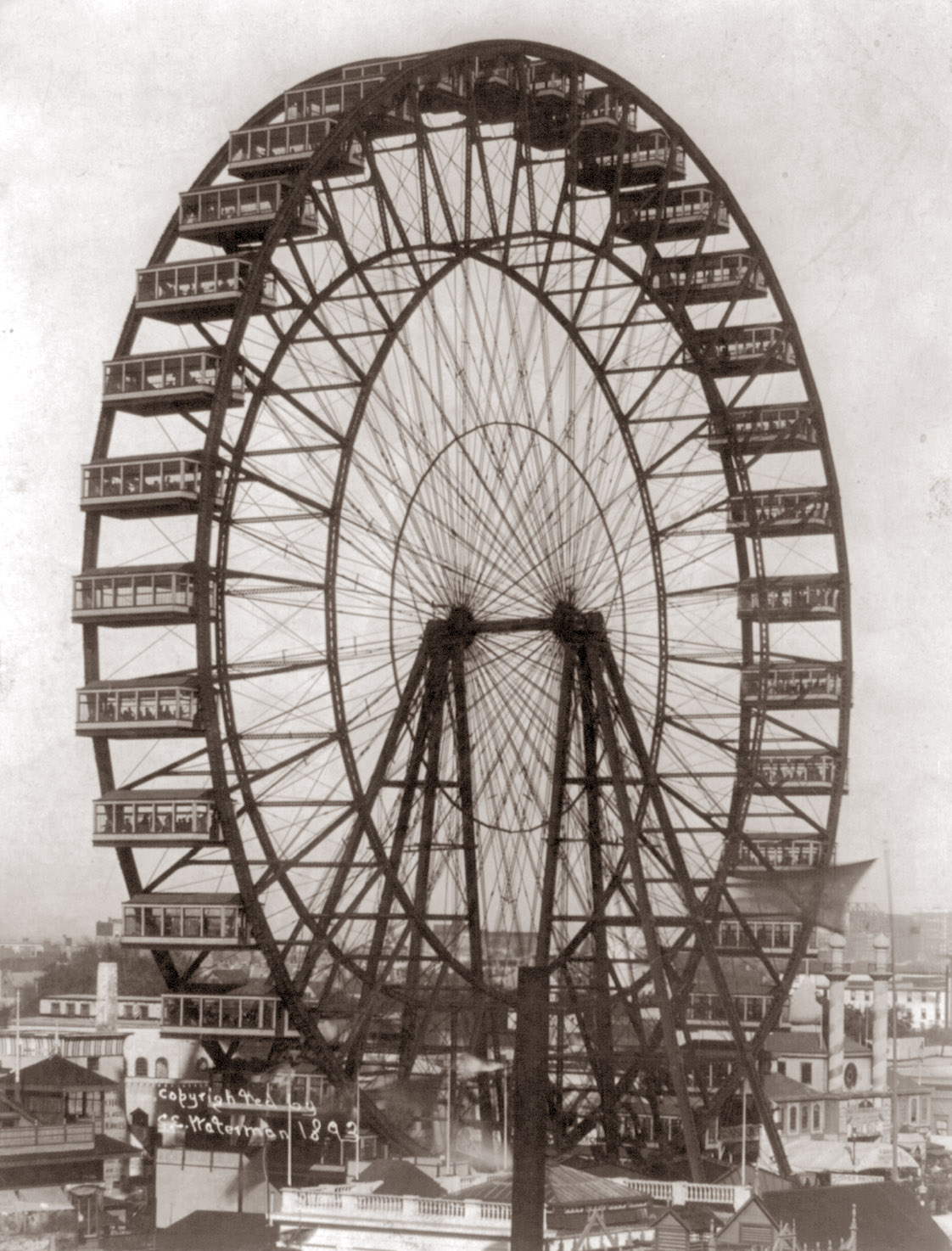
Vista de la rueda

## Construcción
La construcción se llevó a cabo con andamiaje construyendo la mitad inferior de la circunferencia pero debido al peso de los radios de acero de la mitad superior se podría echar a perder la noria, así que idearon paneles de apoyo los cuales sujetarían la noria hasta ser terminada.